# Pop Chronicles
Las Pop Chronicles fueron dos series de documentales radiales que, juntas, pueden constituir "la mas completa historia auditiva de la música popular de los años 40s y 60s." Empezaron a emitirse en 1969 y concluyeron alrededor de 1974. Ambas fueron producidas por John Gilliland.

## Pop Chroniclesde los años 50s y 60s
Inspirado por el Monterey Pop Festival, las Pop Chronicles de los 50s y 60s originalmente fueron producidas en KRLA 1110 y emitidas por primera vez el 9 de febrero de 1969. John Gilliland narró las series junto con Sie Holliday y Thom Beck. También hicieron entrevistas Dick LaPalm, Lew Irwin, Harry Shearer, Mike Masterson, y Richard Perry. La canción temática del show fue "The Chronicles of Pop" escrita e interpretada por Len Chandler.  El ingeniero y productor asociado de las series fue Chester Coleman.
Originalmente KRLA 1110 transmitió una hora a la semana de Pop Chronicles, que luego fueron sindicadas por "Hot Air" y transmitida en Armed Forces Radio.
La Biblioteca Musical de la Universidad del Norte de Texas pusieron a disposición en línea las Pop Chronicles  desde junio del 2010.

## The Pop Chronicles of the 1940s
Las Pop Chronicles of the 1940s fueron producidas por John Gilliland y transmitidas en KSFO (AM) mientras él trabajaba ahí a inicios de 1972 haciendo un total de 24 episodios. Para promover el show, KSFO "tenía una celebración mensual de los 40's con un concurso de baile y jitterbug en Union Square."  Allan M. Newman de KSFO dijo del show que Gilliland, "entrevisto a casi todo el mundo envuelto en esos años como Bing Crosby, Jimmy Van Heusen, Johnny Mercer, Patty Andrews, Tex Beneke, etc. ... Creo que John ha armado un verdadero artículo de colección."
En 1972 Gilliland habría producido y emitido 12 episodios que cubrían la primera mitad de los años 40s. Luego pidió a sus escuchas escribir a las estaciones si querían oír el resto de la serie. Produciría otros 12 episodios para cubrir el resto de la década.
Esta serie fue sindicada por Doug Andrews y emitida en AFRTS.  En 1973 MCA Records usó el show para vender un álbum de nueve díscos de música del show, de tal manera que el show pudiera ser ofrecido gratis a las estaciones de radio. Pero en 1974, RCA negoció por los derechos del show.
En 1994, Gilliland sacó una versión editada como un audiolibro en cuatro casetes titulado Pop Chronicles the 40's: The Lively Story of Pop Music in the 40's. Esto fue luego relanzado como The Big Band Chronicles.
Luego de su muerte, la hermana de Gilliand donó las cintas de Pop Chronicles a la Biblioteca Musical de la Universidad del Norte de Texas donde forman la "John Gilliland Collection".